# 蒙泰洛
蒙泰洛（義大利語：Montello），是意大利贝加莫省的一个市镇。总面积1平方公里，人口3173人，人口密度3173.0人/平方公里（2009年）。国家统计（ISTAT）代码为016139。